# Ваеги (село)
Вае́ги — чукотское национальное село в Анадырском районе Чукотского автономного округа России. Образует сельское поселение Ваеги.

## Географическое положение
Расположено на юге округа, на левобережье реки Майн. Расстояние до ближайшего населённого пункта — села Марково составляет 60 км, до окружного центра — 311 км.

## Топоним
Село названо по одноимённой сопке — с чук. вааргын (коряк. в’аев’в’и) — «жерди яранги».
В древности у этой сопки произошло сражение между чукчами и коряками. Чукчи, находившиеся на вершине, облили гору водой, сделав её неприступной, однако коряки попытались забраться вверх. Тогда чукчи нагрузили нарты камнями и положили на них поперёк жерди от яранг и спустили их вниз. Нарты сбили взбиравшегося противника.

## Население
По состоянию на 1 апреля 2013 года в Ваегах проживало 502 человека, в том числе коренные — 425 чел.
| 2002 | 2010 | 2011 | 2012 | 2013 | 2014 | 2015 |
| ---- | ---- | ---- | ---- | ---- | ---- | ---- |
| 468  | ↗497 | ↘493 | ↘475 | ↘452 | ↘432 | ↘429 |
| 2016 | 2017 | 2018 | 2021 | 2023 |      |      |
| ↘426 | ↘420 | ↗421 | ↘394 | ↘379 |      |      |

## История
Село было основано в июне 1951 года. Сюда были переселены 15 ламутских семей из Старых Ваег из-за того, что посёлок подвергался затоплению весеннем половодьем. Часть переселенцев были жителями села Берёзово. Здесь был организован совхоз «Путь к коммунизму». В 1954 году в Ваегах была построена участковая больница, которая получила новое здание в 2009 году. В 1960-е гг. колхоз был преобразован в совхоз, который в следующее десятилетие стал одним из передовых на Чукотке. Активно продолжилось строительство инфраструктурных объектов, началось возведение жилых 2-этажных домов. В 2010-е годы после длительного перерыва возобновилось строительство, в селе появилось 16 благоустроенных коттеджей.

## Экономика и социальная инфраструктура
Основная отрасль хозяйства — оленеводство. Здесь базируется муниципальное предприятие сельхозтоваропроизводителей «Ваежский».
В селе есть средняя школа, детский сад, почта, узел связи, магазин, клуб.
ДействующийПравославный Храм Владимирской иконы Божией Матери.
Улицы села: Лесная, Речная, Северная, Центральная, Школьная.

## Транспорт
Завоз грузов в село осуществляется в период летней навигации речным путём. В случае низкой воды и невозможности судоходства в Ваеги из Марково устраивается автозимник.
Пассажирское сообщение с Анадырем осуществляется вертолётом Ми-8 с периодичностью 1-4 раза в месяц. С конца 2014 года после реконструкции ВПП стал возможен приём бортов DHC-6. Полеты выполняются 1-4 раза в месяц.

## Культура
Село славится национальными праздниками — «Кильвей», «Обряд благодарения», «Молодого оленя» и гонками на оленьих упряжках. Действуют клубы «Оленевод» и «Чумработница», в которых занимаются с детьми основам оленеводства, сбором фольклорного материала, готовят к жизни в тундре. В клубе работают народный коллектив «Тополинка», вокально-инструментальный ансамбль и клуб ветеранов труда «Етти» («Приветствие»).

## Памятники
- В окрестностях села находится могила первого начальника Анадырской округи, врача Л. Ф. Гриневецкого, на которой на средства, собранные сотрудниками Императорского Русского географического общества установлен гранитный памятник, окруженный чугунной оградой. На памятнике надпись: «Потрудившемуся на пользу науки, 1894 г.».
- Памятная стела основателям Ваеги, открытая в 2006 году в честь 55-летия села[19].